# Дапсон
Дапсон (лат. Dapsone) — противолепрозное средство.
Активен в отношении широкого спектра микроорганизмов, но в основном в отношении Mycobacterium leprae (Палочка Хансена или бацилла Хансена), а также Plasmodium, Pneumocystis carinii. Оказывает антибактериальное (бактериостатическое) действие в отношении микобактерий туберкулеза.
Исследования дапсона как антибиотика начались в 1937 году, а использование как противолепрозного средства — в 1945 году.

## Фармакокинетика
Дапсон медленно всасывается в желудочно-кишечном тракте. Биодоступность препарата составляет 70—80 %, хотя этот показатель может снижаться при тяжелом течении лепры. Всасывание увеличивается в кислой среде. Препарат распределяется по всем жидкостям организма и обнаруживается во всех тканях, хотя в большей степени — в печени, мышцах, почках и коже. Концентрация препарата в слюне составляет 18—27 % от концентрации его в плазме крови.
Полупериод элиминации составляет от 10 до 50 часов (в среднем — 30 часов), максимальная концентрация достигается через 2—6 часов после приема препарата.

## Показания
В составе комбинированной терапии: лечение и профилактика всех форм лепры, лечение герпетиформного дерматита Дюринга, профилактика малярии, лечение и профилактика пневмоцистной пневмонии, профилактика токсоплазмоза, лечение кожного лейшманиоза.

## Режим дозирования
Режим дозирования индивидуальный. В составе комбинированной терапии применяют в дозе 50—100 мг/сут или 1—2 мг/кг/сут. При необходимости максимальная суточная доза составляет 300 мг. Лечение длительное.

## Побочное действие
Возможны гемолитическая анемия, метгемоглобинемия (при приёме суточной дозы более чем 200 мг), агранулоцитоз, кожная сыпь, эксфолиативный дерматит, токсический эпидермальный некролиз, синдром Стивенса — Джонсона; редко — тошнота, рвота, головная боль, гепатит.

## Противопоказания
Тяжёлая анемия, гиперчувствительность к Дапсону или его производным, почечная или печёночная недостаточность, а также с дефицит глюкозо-6-фосфат дегидрогеназы.